# Магомедов, Магомед Магомедович (кикбоксер)
Магомед Магомедович Магомедов (4 июня 1982, Махачкала, Дагестанская АССР, РСФСР, СССР) — российский кикбоксер, боксёр и боец смешанного стиля, представитель тяжёлой весовой категории.

## Карьера
Является воспитанником махачкалинского спортивного клуба «Скорпион», где занимался у Зайналбека Зайналбекова. С 2002 года после перехода в профессиональный спорт, живет и тренируется в Бангкоке (Таиланд), в клубе Ромпо, где выступает со своими братьями Арсланом и Алибеком Магомедовыми, которые также являются профессиональными бойцами. Свой первый матч за титул чемпиона мира по версии WMC Магомедов провел 5 мая 2004 году против австралийца Натана Корбетта. Магомедов проиграл эту пятираундовую схватку единогласным решением судей. Месяц спустя он перешёл в более тяжёлую весовую категорию и выиграл титул чемпиона мира по версии WMC у канадца Клифтона Брауна. В 2006 году он выиграл два турнира в Швеции и Чехии и квалифицировался на турнир мирового Гран-при К-1 в Амстердаме. 12 августа 2006 года Магомедов должен был принять участие в мировом Гран-при К-1 в Лас-Вегасе, однако из-за проблем с визой он не смог приехать в США, его заменил Гари Гудридж. 2 ноября 2007 года во время турнира К-1 Fighting Network Turkey 2007 в Турции Магомедов бился против Гёкхана Саки. После схватки между бойцами произошло недоразумение, когда Саки ударил Магомедова в конце боя, притворяясь, что хотел обнять его. Магомедов счел это неспортивным поведением, и ударил Саки головой. Последовал скандал с участием тренеров и менеджеров, но в конце концов все было улажено, и оба бойца пожали друг другу руки. Магомедов проиграл единогласным решением судей.

## Достижения
- Чемпион мира среди любителей по тайскому боксу 1999 — ;
- Чемпион мира по тайскому боксу по версии WMC 2004 — ;
- Турнир Kings Birthday 2004 (Бангкоке) — ;
- Турнир РК 1 Camp 2004 (Пхукет) — ;
- Чемпион мира по тайскому боксу по версии IMF 2005 (Гонконг) — ;
- Турнир Kings Birthday 2005 (Бангкок) — ;
- Скандинавское Гран-при К-1 2006 — ;
- Турнир К-1 Fighting Network (Прага) 2006 — ;
- Турнир К-1 (Турция) 2007 —

## Личная жизнь
По национальности — аварец.